# Wilton Felder
Wilton Lewis Felder (Houston, 31 augustus 1940 - Whittier, 27 september 2015) was een Amerikaanse fusion- en jazzsaxofonist, -bassist en componist.

## Biografie
Felder formeerde tijdens zijn collegetijd midden jaren 1950 samen met Joe Sample en Stix Hooper de formatie Modern Jazz Sextet, waaruit later The Nite Hawks en uiteindelijk The Jazz Crusaders ontstonden. Hij speelde vervolgens tenorsaxofoon, ook op zijn soloalbums. Eind jaren 1960 kwam de bas er als tweede instrument bij om toenemend te kunnen werken als studiomuzikant. Begin jaren 1970 wijzigden The Jazz Crusaders hun naam in The Crusaders. Ze hadden eind jaren 1970 samen met de zangeres Randy Crawford met Street Life een wereldhit. Felder telde met Sample en Hooper meer dan 30 jaar als leider van de band, die in 1991 hun laatste reguliere album opnam.
Daarnaast  werkte Felder toe naar een solocarrière. Zijn eerste album Bullitt onder zijn eigen naam verscheen in 1970. In 1978 werd We All Have a Star uitgebracht, waarna zeven verdere albums volgden, waaronder Secrets (1985) (met Bobby Womack als zanger), dat in het Verenigd Koninkrijk in de hitlijst kwam. De single No Matter How High I Get (I'll Always Be Looking Up at You) was eveneens succesvol.
Verder speelde hij als gast in talrijke andere jazzformaties. Als studiomuzikant was hij werkzaam voor artiesten in het pop-, rock-, jazz- en r&b-milieu. Zo nam hij (onder andere voor Motown Records) songs op met Marvin Gaye en The Jackson Five en werkte hij mee aan opnamen van John Cale, Seals & Crofts, Joni Mitchell, Archie Shepp, Bobby Bryant, Blue Mitchell, Groove Holmes, Grant Green, Stanley Turrentine, Carmen McRae en Dizzy Gillespie. Met de in 1975 uit The Crusaders uitgestapte Wayne Henderson kwam het tijdens de jaren 1990 tot een hernieuwde samenwerking. Met Wayne Henderson & the Next Crusade nam hij het album Sketches of Life op.

## Overlijden
Wilton Felder overleed op 27 september 2015 op 75-jarige leeftijd in zijn huis in Whittier aan de gevolgen van de ziekte multipel myeloom ofwel de ziekte van Kahler.